# His Sister-In-Law
His Sister-In-Law é um filme mudo norte-americano de 1910 em curta-metragem, do gênero drama, dirigido por D. W. Griffith e escrito por Maie B. Havey.